# Guillermo Coria
Guillermo Coria (Rufino, 13 januari 1982) is een voormalig Argentijns tennisser.

## Levensloop
Coria is een zoon van Oscar en Graciela Coria. Zijn ouders noemden hem naar Argentijns tennisgrootheid Guillermo Vilas.
Hij is sinds 2000 actief op de ATP-Tour en heeft 9 titels (waarvan 8 op gravel) in het enkelspel behaald. In 2001 werd hij voor zeven maanden geschorst wegens het gebruik van Nandrolon.
In 2003 haalde hij de finales van het ATP-toernooi van Monte Carlo en het ATP-toernooi van Buenos Aires en won vlak voor aanvang van Roland Garros het ATP-toernooi van Hamburg. Op Roland Garros kende Coria weinig problemen met zijn tegenstanders, verraste in de kwartfinale met een overwinning op de Amerikaan Andre Agassi, maar trof in de halve finale de Nederlander Martin Verkerk aan, die op dat moment het toernooi van zijn leven speelde. Ondanks de setstanden 7-6, 6-4 en 7-6 had Coria in deze wedstrijd geen kansen om de finale van Roland Garros te bereiken.
In 2004 kende Coria opnieuw een sterk gravelseizoen. Hij won het ATP-toernooi van Monte Carlo en het ATP-toernooi van Buenos Aires, en haalde ook nog de finale van het ATP-toernooi van Hamburg. Coria gold dan ook als de grote favoriet voor het winnen van Roland Garros. Op Roland Garros 2004 won Coria in de kwartfinale gemakkelijk van de Spanjaard Carlos Moyá en in de halve finale van de verrassing van het toernooi, Tim Henman. In de geheel Argentijnse finale was hij aanvankelijk veel sterker dan landgenoot Gastón Gaudio, maar halverwege kantelde de wedstrijd en verloor Coria alsnog in vijf sets. De setstanden waren: 6-0 6-3 4-6 1-6 6-8. In de wedstrijd kreeg Coria zelfs nog 2 wedstrijdpunten, maar door hevige krampen aan het begin van de vierde set en aan het einde van de vijfde set, kon hij ze niet verzilveren.
Wegens aanhoudend blessureleed zakte Coria uiteindelijk ver weg van de top op de wereldranglijst. Eind 2008 besloot hij dan ook om een punt achter zijn loopbaan te zetten.

## Palmares
| Legenda                       | Legenda               |
| ----------------------------- | --------------------- |
| Grand Slam                    |                       |
| Olympische Spelen             |                       |
| tot 2009                      | vanaf 2009            |
| Tennis Masters Cup            | ATP Finals            |
| ATP Masters Series            | ATP Tour Masters 1000 |
| ATP International Series Gold | ATP Tour 500          |
| ATP International Series      | ATP Tour 250          |

### Enkelspel
| Nr.                  | Datum             | Toernooi             | Ondergrond | Tegenstander in finale | Score                      | Details |
| -------------------- | ----------------- | -------------------- | ---------- | ---------------------- | -------------------------- | ------- |
| Gewonnen ATP-finales |                   |                      |            |                        |                            |         |
| 1.                   | 18 februari 2001  | ATP Viña del Mar     | Gravel     | Gastón Gaudio          | 4-6, 6-2, 7-5              | Details |
| 2.                   | 18 mei 2003       | ATP Hamburg          | Gravel     | Agustín Calleri        | 6-3, 6-4, 6-4              | Details |
| 3.                   | 20 juli 2003      | ATP Stuttgart        | Gravel     | Tommy Robredo          | 6-2, 6-2, 6-1              | Details |
| 4.                   | 27 juli 2003      | ATP Kitzbühel        | Gravel     | Nicolás Massú          | 6-1, 6-4, 6-2              | Details |
| 5.                   | 3 augustus 2003   | ATP Sopot            | Gravel     | David Ferrer           | 7-5, 6-1                   | Details |
| 6.                   | 26 oktober 2003   | ATP Bazel            | Tapijt (i) | David Nalbandian       | w/o                        | Details |
| 7.                   | 22 februari 2004  | ATP Buenos Aires     | Gravel     | Carlos Moyá            | 6-4, 6-1                   | Details |
| 8.                   | 25 april 2004     | ATP Monte Carlo      | Gravel     | Rainer Schüttler       | 6-2, 6-1, 6-3              | Details |
| 9.                   | 31 juli 2005      | ATP Umag             | Gravel     | Carlos Moyá            | 6-2, 4-6, 6-2              | Details |
| Verloren ATP-finales |                   |                      |            |                        |                            |         |
| 1.                   | 6 mei 2001        | ATP Mallorca         | Gravel     | Alberto Martín         | 3-6, 6-3, 2-6              | Details |
| 2.                   | 15 september 2002 | ATP Costa da Sauípe  | Hardcourt  | Gustavo Kuerten        | 7-6(4), 5-7, 6(2)-7        | Details |
| 3.                   | 23 februari 2003  | ATP Buenos Aires     | Gravel     | Carlos Moyá            | 3-6, 6-4, 4-6              | Details |
| 4.                   | 20 april 2003     | ATP Monte Carlo (1)  | Gravel     | Juan Carlos Ferrero    | 2-6, 2-6                   | Details |
| 5.                   | 4 april 2004      | ATP Miami            | Hardcourt  | Andy Roddick           | 7-6(2), 3-6, 1-6, opgave   | Details |
| 6.                   | 16 mei 2004       | ATP Hamburg          | Gravel     | Roger Federer          | 6-4, 4-6, 2-6, 3-6         | Details |
| 7.                   | 6 juni 2004       | Roland Garros        | Gravel     | Gastón Gaudio          | 6-0, 6-3, 4-6, 1-6, 6-8    | Details |
| 8.                   | 20 juni 2004      | ATP 's-Hertogenbosch | Gras       | Michaël Llodra         | 3-6, 4-6                   | Details |
| 9.                   | 17 april 2005     | ATP Monte Carlo (2)  | Gravel     | Rafael Nadal           | 3-6, 1-6, 6-0, 5-7         | Details |
| 10.                  | 8 mei 2005        | ATP Rome             | Gravel     | Rafael Nadal           | 4-6, 6-3, 3-6, 6-4, 6(6)-7 | Details |
| 11.                  | 18 september 2005 | ATP Beijing          | Hardcourt  | Rafael Nadal           | 7-5, 1-6, 2-6              | Details |
| Gewonnen challengers |                   |                      |            |                        |                            |         |
| 1.                   | 22 oktober 2000   | Lima                 | Gravel     | Juan Antonio Marín     | 6-0, 7-6(7)                |         |
| 2.                   | 29 oktober 2000   | São Paulo-2          | Gravel     | Tomas Behrend          | 7-5, 6-1                   |         |
| 3.                   | 19 november 2000  | Montevideo           | Gravel     | José Acasuso           | 6-3, 6(9)-7, 6-2           |         |
| 4.                   | 26 november 2000  | Buenos Aires         | Gravel     | Alberto Berasategui    | 6-1, 4-6, 6-4              |         |
| 5.                   | 9 juni 2002       | Prostějov            | Gravel     | Jiří Novák             | 6-3, 6-3                   |         |
| 6.                   | 23 juni 2002      | Lugano               | Gravel     | Giorgio Galimberti     | 6-3, 6-0                   |         |

## Resultaten grandslamtoernooien
| Legenda | Legenda                          |
| ------- | -------------------------------- |
| g.t.    | geen toernooi gehouden           |
| l.c.    | lagere categorie                 |
| –       | niet deelgenomen                 |
| G       | uitgeschakeld in de groepsfase   |
| 1R      | uitgeschakeld in de eerste ronde |
| 2R      | uitgeschakeld in de tweede ronde |
| 3R      | uitgeschakeld in de derde ronde  |
| 4R      | uitgeschakeld in de vierde ronde |
| KF      | uitgeschakeld in de kwartfinale  |
| HF      | uitgeschakeld in de halve finale |
| F       | de finale verloren               |
| W       | het toernooi gewonnen            |
| w-v     | winst/verlies-balans             |

### Enkelspel
| Toernooi        | 2000 | 2001 | 2002 | 2003 | 2004 | 2005 | 2006 | 2008 |
| --------------- | ---- | ---- | ---- | ---- | ---- | ---- | ---- | ---- |
| Australian Open | –    | 2R   | –    | 4R   | 1R   | 4R   | 3R   | –    |
| Roland Garros   | 2R   | 1R   | 3R   | HF   | F    | 4R   | –    | 1R   |
| Wimbledon       | –    | 1R   | –    | 1R   | 2R   | 4R   | –    | –    |
| US Open         | –    | –    | 3R   | KF   | –    | KF   | 1R   | –    |

### Mannendubbelspel
| Toernooi        | 2003 | 2004 |
| --------------- | ---- | ---- |
| Australian Open | 1R   | –    |
| Roland Garros   | –    | –    |
| Wimbledon       | –    | 1R   |
| US Open         | –    | –    |